# Targa Florio 1908

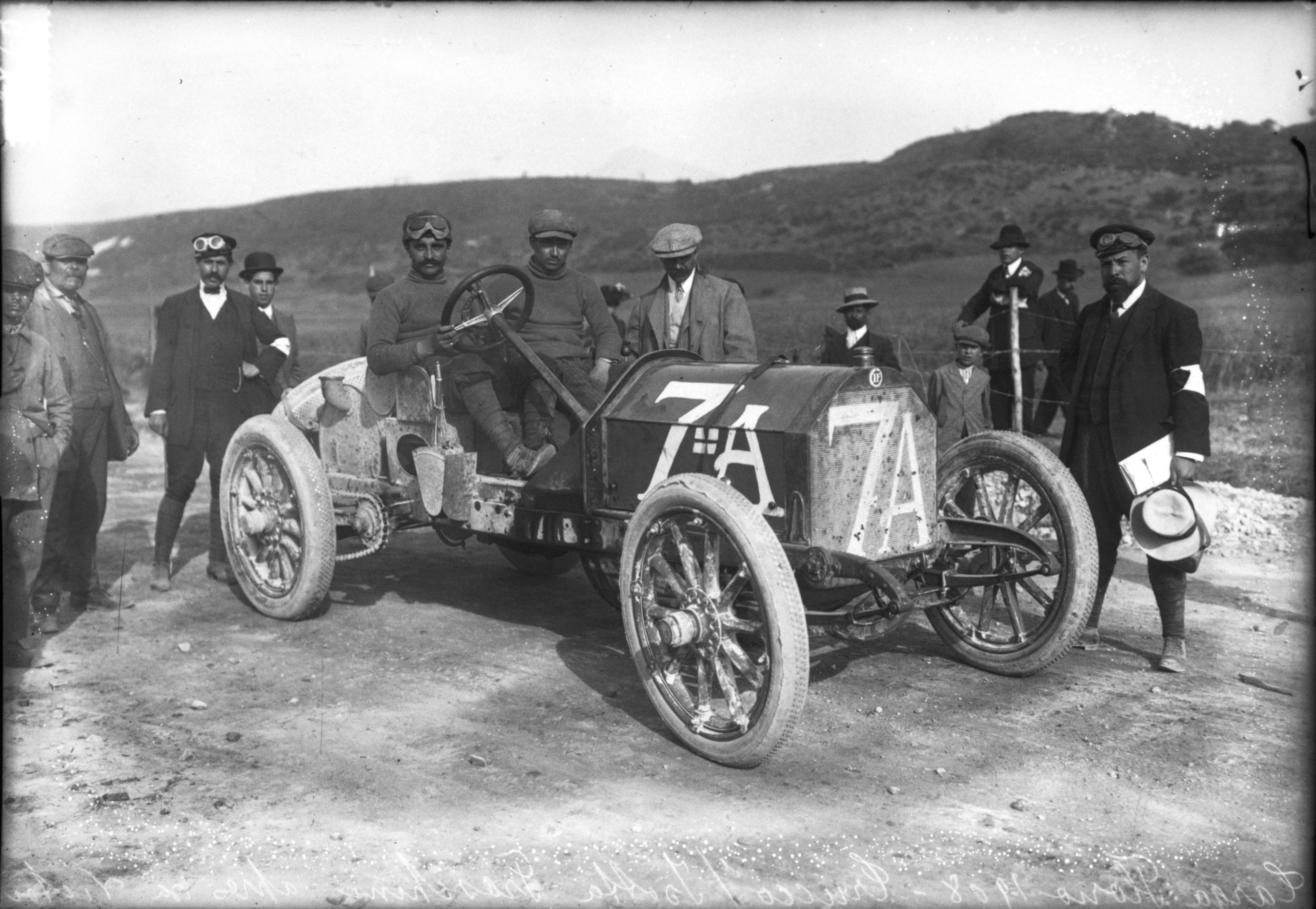
Rennsieger Vincenzo Trucco (am Steuer) mit Beifahrer Alfieri Maserati im Isotta Fraschini 50 HP/8.0

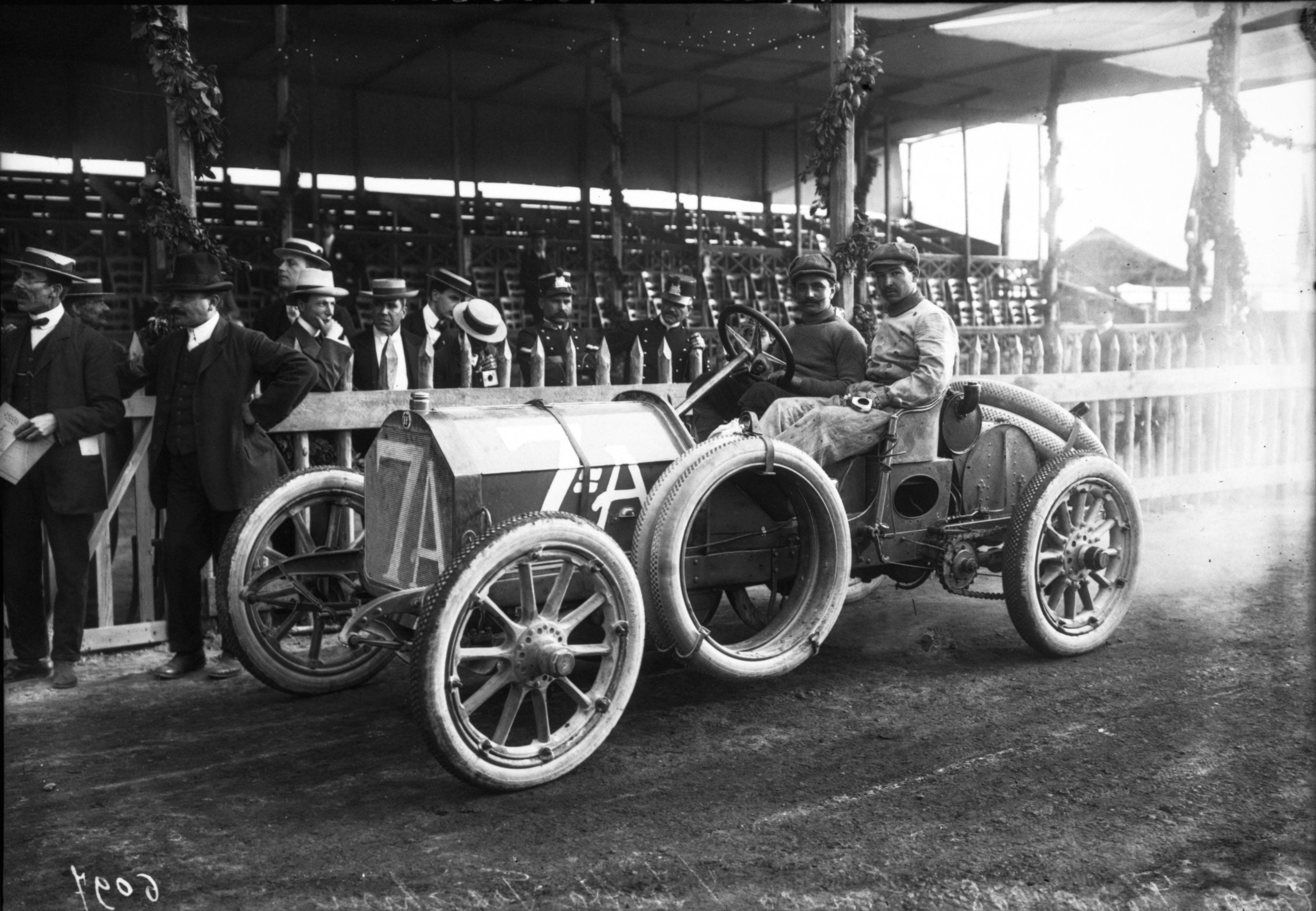
Der zweitplatzierte Vincenzo Lancia im Fiat 50 HP/7.4

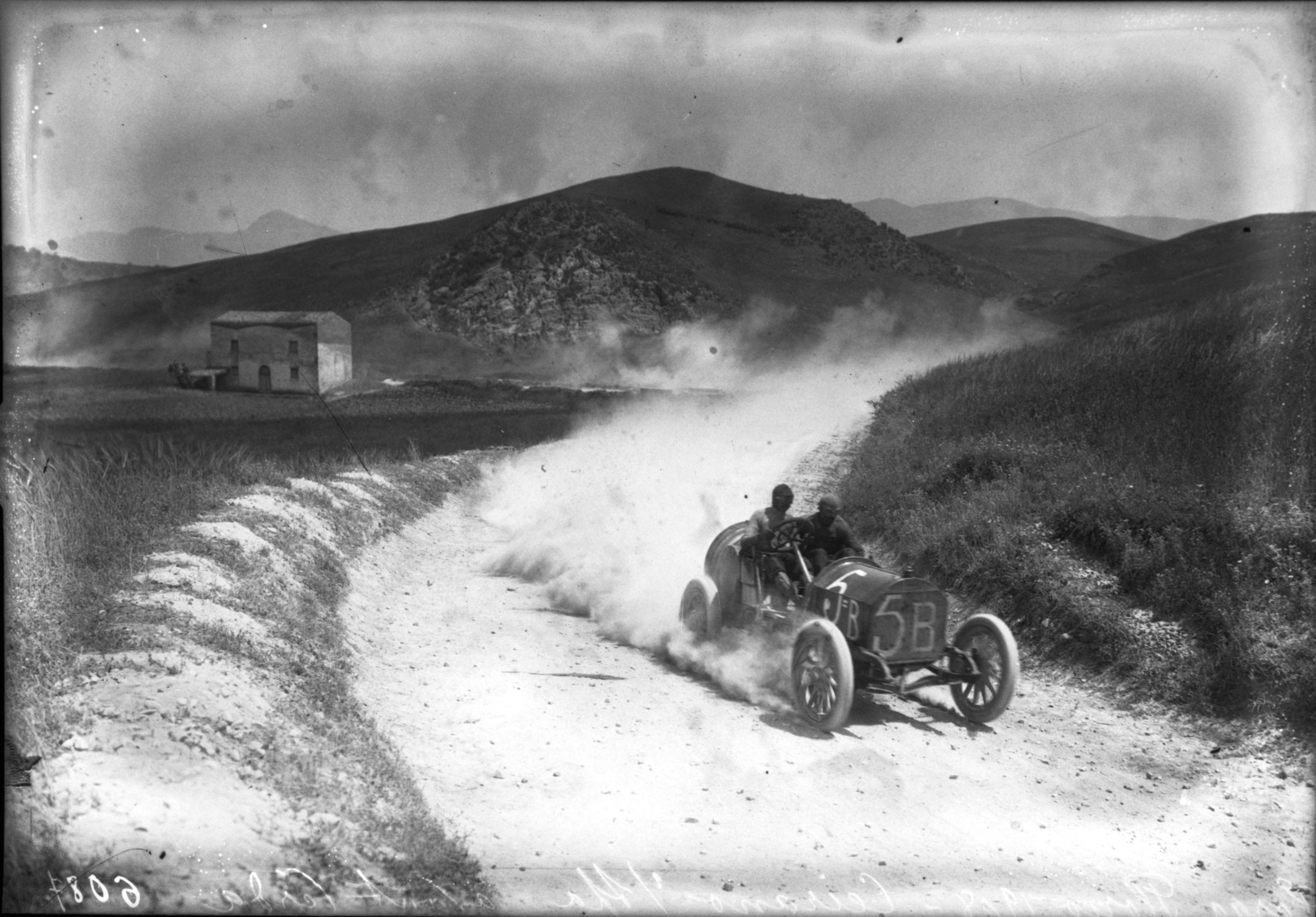
Der drittplatzierte Ernesto Ceirano im Spa 28/40 HP/7.8 auf den staubigen Wegen Siziliens

Die dritte Targa Florio, auch III Targa Florio, war ein Straßenrennen auf Sizilien und fand am 18. Mai 1908 statt.

## Das Rennen

### Teams, Hersteller und Fahrer
Auf die von vielen Beobachtern als großartig empfundene Veranstaltung 1907, mit 50 Startern und starker internationaler Beteiligung, folgte 1908 die Ernüchterung. Bis auf eine Ausnahme, blieben die ausländischen Teilnehmer dem Rennen 1908 fern. Auch viele inländische Hersteller gaben in diesem Jahr keine Meldungen ab, die mit 15 unerwartet wenig waren. Für die französischen und deutschen Starter war die Anreise per Zug und dann ab dem Hafen Genua mit dem Schiff zu aufwendig und zu kostspielig. Dazu kam die Entwicklung der Grand-Prix-Rennen, die Ressourcen band. Kleine italienische Autobauer, die teilweise erst ein paar Jahre Fahrzeuge produzierten, hatten kaum die finanziellen Mittel, um eigene Rennabteilungen zu unterhalten.
Werkswagen meldeten Fiat und Isotta Fraschini. Für Fiat gingen Vorjahressieger Felice Nazzaro (mit dem späteren Rennfahrer Antonio Fagnano als beifahrenden Mechaniker) und der langjährige Werksfahrer Vincenzo Lancia an den Start. Das Mailänder Unternehmen Isotta Fraschini, 1908 im Besitz von Lorraine-Dietrich, verschiffte drei 50 HP/8.0 nach Palermo. Erneut am Start war der erst 22-jährige Ferdinando Minoia, dazu kamen die beiden Testfahrer Vincenzo Trucco (mit Beifahrer Alfieri Maserati) und Vittorio Giovanzani. Für das Team seines Bruders Matteo fuhr Ernesto Ceirano. Die 1905 gegründete Società Ligure Piemontese Automobili war ein junges Unternehmen, das die Targa für Test- und Werbezwecke nutzte.
Das einzige ausländische Rennfahrzeug war ein Berliet, der für den italienischstämmigen Franzosen Jean Porporato vorbereitet wurde.

### Der Rennverlauf
Die beiden überlegenen Fiat scheiterten im Rennen an technischen Unzulänglichkeiten. Ein gebrochener Lenkzapfen beendete die Fahrt von Felice Nazzaro und ein unplanmäßiger Boxenstopp wegen eines Felgenschadens kostete Vincenzo Lancia den Sieg. 13 Minuten hinter Vincenzo Trucco im Isotta Fraschini kam er als Zweiter ins Ziel.

## Ergebnisse

### Schlussklassement
| 1           |  | 7A | Isotta Fraschini                     | Vincenzo Trucco       | Isotta Fraschini 50 HP/8.0 | 7:49:26,600  |
| 2           |  | 1A | FIAT                                 | Vincenzo Lancia       | Fiat 50 HP/7.4             | 8:02:41,400  |
| 3           |  | 5B | Società Ligure Piemontese Automobili | Ernesto Ceirano       | Spa 28/40 HP/7.8           | 8:09:13,200  |
| 4           |  | 8A | Berliet                              | Jean Porporato        | Berliet GK                 | 8:22:33,000  |
| 5           |  | 7C | Isotta Fraschini                     | Vittorio Giovanzani   | Isotta Fraschini 50 HP/8.0 | 8:38:27,000  |
| 6           |  | 3A | Fabbrica Junior Torinese Automobili  | Giuseppe Tamagni      | Junior 16/20 HP            | 9:56:09,600  |
| 7           |  | 6B | Fabbrica Automobili Itala            | Carlo Pizzagalli      | Itala 35/40 HP/7.4         | 10:06:06,200 |
| Ausgefallen |  |    |                                      |                       |                            |              |
| 8           |  | 7B | Isotta Fraschini                     | Ferdinando Minoia     | Isotta Fraschini 50 HP/8.0 |              |
| 9           |  | 2A | Automobili Franco                    | Franco Cariolato      | Franco 35/40 HP/4.9        |              |
| 10          |  | 5A | Società Ligure Piemontese Automobili | Giovanbattista Raggio | Spa 28/40 HP/7.8           |              |
| 11          |  | 5C | Società Ligure Piemontese Automobili | Giuseppe Venezia      | Spa 28/40 HP/7.8           |              |
| 12          |  | 1B | FIAT                                 | Felice Nazzaro        | Fiat 50 HP/7.4             |              |
| 13          |  | 9A | Fabbrica Automobili Brixia-Züst      | Enrico Maggioni       | Brixia Züst 18/24 HP/4.9   |              |

### Nur in der Meldeliste
Hier finden sich Teams, Fahrer und Fahrzeuge, die ursprünglich für das Rennen gemeldet waren, aber aus den unterschiedlichsten Gründen daran nicht teilnahmen.
| Pos. | Klasse | Nr. | Team                      | Fahrer              | Chassis            |
| ---- | ------ | --- | ------------------------- | ------------------- | ------------------ |
| 14   |        | 6A  | Fabbrica Automobili Itala | Francesco Cammarata | Itala 35/40 HP/7.4 |
| 15   |        | 6C  | Fabbrica Automobili Itala |                     | Itala 35/40 HP/7.4 |

### Klassensieger
Zu diesem Rennen sind keine Klassensieger bekannt.

### Renndaten
- Gemeldet: 15
- Gestartet: 23
- Gewertet: 7
- Rennklassen: unbekannt
- Zuschauer: unbekannt
- Wetter am Renntag: trocken
- Streckenlänge: 148,823 km
- Fahrzeit des Siegerteams: 7:49:26,600 Stunden
- Gesamtrunden des Siegerteams: 3
- Gesamtdistanz des Siegerteams: 446,469 km
- Siegerschnitt: 57,063 km/h
- Schnellste Trainingszeit: keine
- Schnellste Rennrunde: Felice Nazzaro – Fiat 50 HP/7.4 (#1B) – 2:33:03,000 = 58,342 km/h
- Rennserie: zählte zu keiner Rennserie